# Kwelspel

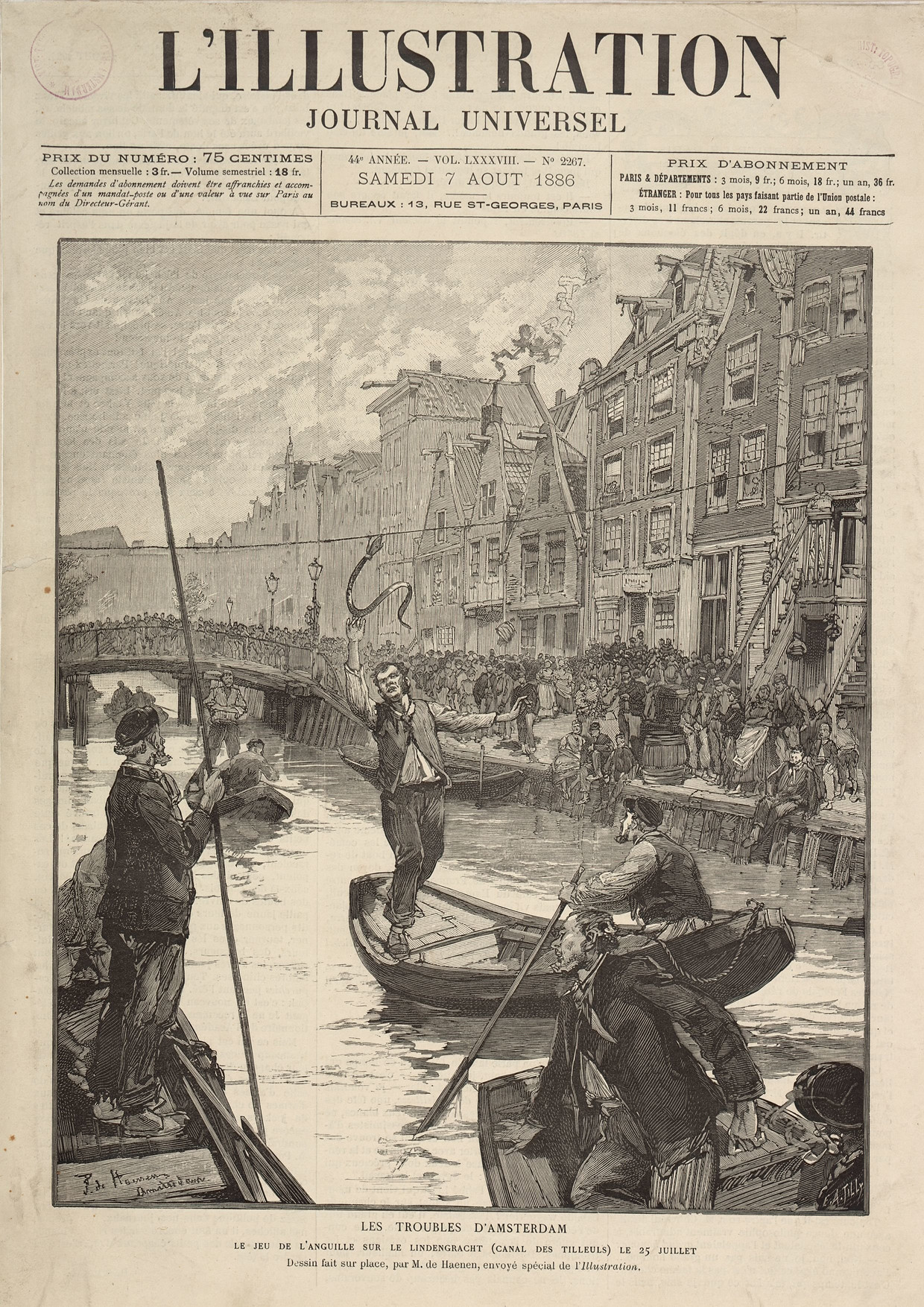
Palingtrekken

Een kwelspel is een spel waarbij men ter vermaak dieren leed aandoet, dus kwelt. Kwelspelen waren populaire volksvermaken met een ritueel tintje en ze waren gebonden aan vaste punten op de kalender zoals het begin van de vasten, bij half-vasten en het begin van de lente. Ook vonden kwelspelen plaats op jaarmarkten en kermissen, tot de overheden in de meeste Europese landen dit verboden. Bij kwelspelen worden dieren geestelijk of lichamelijk mishandeld, soms tot de dood erop volgt. Kwelspelen zijn dierenmishandeling.
In de nauwste definitie is het kwellen van de dieren op zichzelf het doel van het kwelspel. Het kwellen vormt dus het (leed)vermaak. Een voorbeeld zijn katverbrandingen, waarbij het vermaak bestaat uit het toekijken en -horen hoe de katten in doodsnood proberen te ontsnappen. Bij verreweg de meeste spellen zit er een zeker competitief of spelelement in, maar zijn de activiteiten toch leedtoebrengend aan de dieren. Het leed is hier bijzaak en ondergeschikt aan het spelelement. Soms zijn kwelspelen diervriendelijker te maken zodat ze niet meer als kwelspelen gelden.
In de loop der tijd zijn kwelspelen verboden. Waar dat niet het geval is, staan ze bloot aan maatschappelijke kritiek. Verdedigers van de spelen menen daarentegen dat de spelen niet zo dieronvriendelijk zijn als ze lijken, en dat het spel bovendien traditie is en daarmee culturele waarde heeft. Een voorbeeld is de discussie over het stierenvechten.
De opsomming van activiteiten die als kwelspelen te zien zijn, vinden vandaag plaats of zijn geaccepteerd. In deze gevallen kent de activiteit een groot aantal critici dat meent dat de dieren er hinder of leed van ondervinden. In deze visie kunnen deze activiteiten gezien worden als kwelspellen.

## Ganstrekken
Ganstrekken (Limburgs: gawstrèkke) was een in Noordwest-Europa wijdverbreid kwelspel waarbij het de bedoeling was dat deelnemers lopend, paardrijdend of varend in een roeiboot de kop van een levende of later dode gans probeerden eraf te trekken. Soms werd de gans met groene zeep ingesmeerd om het moeilijker te maken de kop eraf te trekken. Het ganstrekken bestond in verschillende variaties. Ondanks protesten gaf de burgemeester in 2018 nog een vergunning voor dit volksvermaak tijdens carnaval in het Limburgse Grevenbicht. Ook in de districten in het noorden van Antwerpen Berendrecht-Zandvliet-Lillo en Ekeren en de aangrenzende gemeente Stabroek met deelgemeente Hoevenen wordt dit zogenaamde 'ganzenrijden' nog beoefend. Een variant hierop is het gansslaan, zoals dit aan de Maas in Oost-Maarland, Moelingen en Wezet beoefend wordt, en waarbij met een degen de kop van een (nu dode, vroeger levende) gans afgeslagen dient te worden.

## Palingtrekken
Een vergelijkbaar spel was het palingtrekken. Over een gracht of vaart werd een touw gespannen waaraan een levende paling hing. De spelers moesten daar in bootjes onderdoor varen en de glibberige paling proberen te pakken, met het risico in het water te belanden. Palingtrekken kwam zowel in Nederland als in België voor. In 1875 verbood de Nederlandse overheid het palingtrekken, maar in 1886 vormde het door de Amsterdamse politie beletten van een wedstrijd palingtrekken aanleiding tot een oproer: het Palingoproer.

## Hanen bekogelen
Het bekogelen van hanen was voornamelijk populair in Engeland. Een haan werd vastgebonden op een hoge paal en werd met stokken bekogeld tot hij dood was.

## Katknuppelen

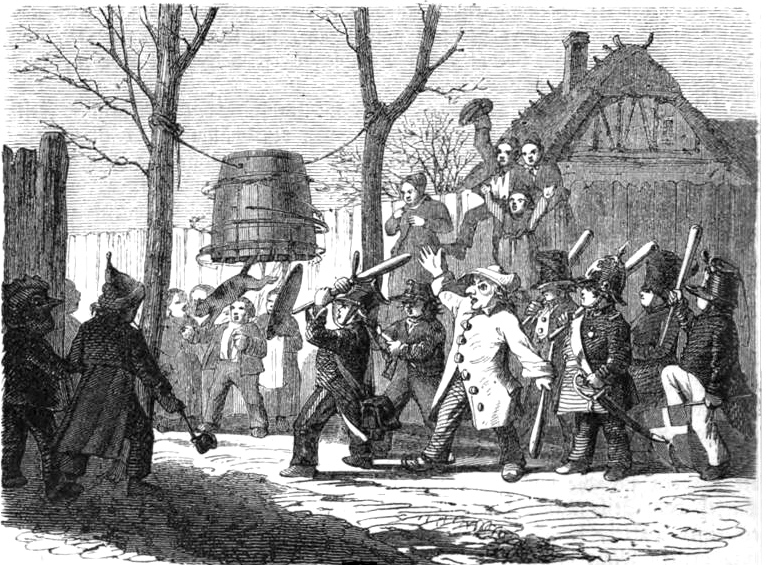
Katknuppelen in Kopenhagen, afbeelding uit Das festliche Jahr in Sitten, Gebräuchen und Festen der germanischen Völker, 1863

Bij het katknuppelen werd een kat opgesloten in een houten ton, die aan een touw tussen twee bomen werd opgehangen. De deelnemers sloegen vervolgens met houten knuppels tegen de ton. De bedoeling was dat de ton in duigen werd geslagen, waarna de kat onder luid gekrijs kon ontsnappen. Evenals ganstrekken kwam katknuppelen in grote delen van Europa voor. In tegenstelling tot veel andere kwelspelen bracht het dier het er hier levend van af.

## Kattenverbrandingen
Katten verbranden was een variant op het katknuppelen. Een of meerdere katten (in sommige gevallen een vos) werden in een ton of zak gestopt, waarna deze werd opgehesen en neergelaten boven een vuur. De mensen keken lachend toe terwijl de katten in uiterste doodsnood worstelden en krijsten terwijl ze levend verbrandden. Wanneer de katten uiteindelijk waren verkoold namen de mensen de sintels mee naar huis omdat men dacht dat dat geluk bracht. De best gedocumenteerde gevallen stammen uit Frankrijk (met name Parijs maar ook daarbuiten) en het Portugese Campia. Het was in Parijs eeuwenlang een populair evenement op Sint Jansavond waarbij in de zestiende eeuw ook de koning aanwezig was en soms persoonlijk het vuur ontstak.

## Stierenvechten
Stierenvechten is een traditie in landen als Spanje, (Zuid-)Frankrijk, Portugal en Latijns-Amerika waarbij (in een arena) een gevecht plaatsheeft tussen een of meer mannen (toreros) en een of meer stieren. De stier wordt vrijwel altijd aan het eind gedood door de stierenvechter of diens assistenten. Wanneer hen dit niet lukt binnen de daarvoor gestelde tijd, wordt de stier vaak alsnog buiten de arena gedood. Op dit volksvermaak bestaat zware kritiek omdat de stier vrijwel geen enkele kans heeft en van tevoren door allerlei vormen van mishandeling verzwakt zou zijn. Ook de paarden die bij een stierengevecht gebruikt worden, lijden. Ze zijn doodsbang tijdens de onnatuurlijke confrontatie met de aanstormende stier en worden maar ten dele beschermd tegen de scherpe horens. Vaak raakt een paard daardoor (zwaar) gewond en moet het worden afgemaakt. Gezegd moet worden dat een torero ook een groot risico loopt, hoewel voor hem in tegenstelling tot de stieren en paarden de deelname uit vrije wil geschiedt.

## Ingeblikte jacht
Een ingeblikte jacht (Engels: canned hunt) is de jacht op ingesloten dieren of tamme dieren die speciaal voor dit doel gefokt worden. Het dier maakt geen enkele kans omdat het niet in de natuur is opgegroeid en vaak ook verzwakt of gedrogeerd is. Een betalende toerist wordt in de gelegenheid gesteld voor zijn genoegen zo'n dier dood te schieten.
In Zuid-Afrika en Thailand gaat het vaak om grote roofdieren als leeuwen, cheetahs en tijgers die speciaal voor dit doel gefokt worden. Ze zijn als welp vaak ingezet op 'knuffelfarms' waar bezoekers ze 'educatief' tegen betaling kunnen aaien. Later worden ze vaak verkocht aan jachtboerderijen waar toeristen ze voor veel geld mogen doodschieten. De dieren zijn niet in het wild opgegroeid en derhalve weerloos, bovendien worden ze vaak gedrogeerd of verzwakt. Tegen extra betaling mag de toerist de kop meenemen als trofee.

## Vossenjacht
Een vossenjacht is een georganiseerde jachtpartij waarbij met behulp van een meute foxhounds een vos door ruiters te paard achtervolgd en in het nauw gedreven wordt. Door hevige protesten van dierenbeschermers wordt meer en meer een variant beoefend waarbij geen echte vos wordt achtervolgd maar het spoor voor de honden wordt uitgezet met behulp van een gesleepte dierenhuid als nepprooi. Overigens zien veel dierenliefhebbers alle vormen van jagen waarbij dieren worden opgejaagd en gedood voor de sport (dus voor vermaak) als kwelspel, met name drijfjachten tegen vossen, eenden en andere dieren.

## Duiven schieten
Duiven schieten werd beoefend om buiten het jachtseizoen de schietvaardigheid te behouden. Hierbij werd op levende duiven geschoten die in manden werden verzameld en op commando werden losgelaten. Na kritiek en verboden hierop, werden de levende duiven vervangen door kleien objecten: het kleiduivenschieten.

## Vossenwerpen
Vossenwerpen (Duits: Fuchsprellen) was een populair volksvermaak in de Duitse landen. Binnen een afgesloten gebied namen teams van twee personen ieder een uiteinde van een groot stuk stof vast en gingen met een tussenruimte van enkele meters tegenover elkaar staan. Vervolgens werd een vos of een ander dier van soortgelijke grootte losgelaten en tussen de personen door gejaagd. Op het moment dat het dier over de lap rende, werd deze lap door de twee teamleden opgepakt en werd het dier de lucht ingeslingerd. Het team dat het dier het hoogst de lucht in kon werpen won. De dieren zelf liepen dikwijls zwaar of dodelijk letsel op; ze werden soms tot 7,5 meter de lucht in geworpen. Wanneer het dier dit overleefde werd het meestal doodgeknuppeld. August II van Polen, Saksisch keurvorst, hield in zijn slot in Dresden een grote werpwedstrijd waar hij ook zelf aan meedeed om zijn kracht te tonen. Er werden 647 vossen, 533 hazen, 34 dassen en 21 wilde katten geworpen en gedood.

## Dierenduels
Bij dierenduels laat men dieren tegen elkaar vechten. De dieren zijn vaak door de eigenaar hier speciaal op getraind. Veelal werd (en wordt) er veel op dit soort gevechten gewed. Dit soort gevechten gaat vaak door tot er een duidelijke winnaar is of tot het verliezende dier dood is. Dieren die dit soort gevechten overleven lopen vaak ook zware verwondingen op. Voorbeelden van dierenduels zijn:
- Kempvissenduel
- Hanenduel
- Insectenduel
- Kanarieduel
- Hondenduel
- Spinnenduel
- Paardenduel

Hoewel de meeste overheden dierenduels verbieden, worden ze vaak ondergronds toch georganiseerd. Op de gevechten wordt namelijk gewed, dus het is vaak lucratief om toch wedstrijden te organiseren.

## Dierengevechten
Soms laat men niet twee dieren van dezelfde soort, maar twee of meer dieren van verschillende soorten tegen elkaar vechten. Vaak wordt een dier door meerdere opgehitste honden bevochten tot de dood erop volgt. Ook een of meerdere honden overleven dit meestal niet. Voorbeelden zijn:
- Meerdere honden tegen 1 (meestal groter) dier: tegen een beer, stier, ezel, varken, zwijn, hyena, leeuw etc.
- Een hond tegen een ander dier: tegen mens, aap, das, wolf etc. Meestal waren de dieren hier ongeveer gelijk in grootte en kracht.
- Meerdere dieren (kleinere) tegen een hond: meestal liet men honden om de beurt los in een bak vol ratten en ging het erom welke hond de meeste ratten kon doden.

Ook op dit soort gevechten werd nogal eens gewed.

## Sportvissen
Sportvissen is het vangen van vissen voor de sport, en is als zodanig een hobby voor miljoenen mensen. De vis wordt meestal na het meten en/of fotograferen teruggezet maar soms ook gehouden als trofee. De activiteit staat echter aan kritiek bloot, zelfs wanneer de vis wordt teruggezet. Een vishaakje verwondt de vis, een net brengt schade toe aan de schubben en slijmlaag, de vissen raken soms zo uitgeput dat ze nadien alsnog bezwijken (ook teruggegooide bijvangst uit de commerciele visserij overleeft dit vaak niet), en kunnen stress en ongemak ondervinden. Critici beschouwen sportvissen daarom als kwelspel.

## Rodeo
Rodeo is een verzamelnaam voor verschillende sportactiviteiten met vee. Rodeo kan echter door sommigen ook gezien worden als een kwelspel omdat het vee ongemak en stress van de activiteiten zou ondervinden. Ook hier geldt dat er risico´s voor de menselijke deelnemers zijn, hoewel ook hier gezegd moet worden dat de mensen, in tegenstelling tot de dieren, de keuze hebben niet aan de activiteit deel te nemen.

## Hondengooien (Hûnewippen)
Hondengooien was een spel dat werd beoefend tijdens de kermis van het Friese dorp Rinsumageest. De bedoeling was zo veel mogelijk honden te vangen. Enkele mannen stonden klaar met een koord dat men slap liet hangen. In het midden werd de hond daarop gezet, waarna vervolgens het koord met kracht werd aangetrokken. Op deze manier werd de hond over de vaart in het midden van het dorp gelanceerd. Soms viel de hond daarbij te pletter op de keien of in het water (het hondengooien werd uitgevoerd op de brug). Inwoners van Rinsumageest worden nog steeds Hûnewippers genoemd.